# گومی (ازورگتی)
گومی (گرجی: გომი) یک روستا در شهرداری ازورگتی ناحیه گوریا در غرب گرجستان است.